# Marcus Eriksson (basketspelare)
Marcus Per Eriksson, född 5 december 1993 i Uppsala, är en svensk basketspelare.

## Karriär
Erikssons moderklubb är Uppsala Basket, som han spelade för i Basketettan säsongen 2009/2010. Följande säsong flyttade han till Spanien för spel i Manresa. Eriksson spelade under sin tid i Spanien även för FC Barcelona Lassa och Gran Canaria. Han missade säsongen 2014/2015 efter att ha slitit av korsbandet.
Eriksson blev vald som 50:e totalt i NBA:s draft 2015 av Atlanta Hawks. Han var den tredje svensken efter Jonas Jerebko och Jeffery Taylor att bli draftad.
I juli 2019 skrev Eriksson på ett fyraårskontrakt med tyska Alba Berlin. I januari 2024 lämnade han klubben.